# Курт и Кортни
«Курт и Кортни» (англ. Kurt & Courtney) — британский документальный фильм 1998 года Ника Брумфилда. Фильм исследует обстоятельства смерти Курта Кобейна и заявления о возможной причастности к ней Кортни Лав. Фильм возродил споры по поводу причин смерти Курта Кобейна, исследуя версию об убийстве. Сюжет фильма сконцентрирован на Кортни Лав, в котором создается нелестный образ, благодаря интервью и многочисленным эпизодам, показывающий, как певица пыталась помешать успеху проекта. Премьера ленты должна была состояться на кинофестивале «Сандэнс», однако из-за угрозы иска от Лав показ был отменен.

## История создания
Документальный фильм начинается как расследование обстоятельств смерти Кобейна и теорий, возникших после этого. Смерть Кобейна была юридически признана самоубийством, но некоторые утверждают, что он был убит и к его убийству могла быть причастна Кортни Лав.
По мере того, как Брумфилд расследует утверждения, связанные со смертью Кобейна, его внимание переключается с теорий убийства на расследование деятельности самой Лав и создания негативного образа из-за многочисленных скандальных эпизодов и попытки закрытия проекта Брумфилда, а также обвинения в том, что она поддерживает ограничение свободы слова, и её славы после смерти мужа.
Фильм должен был быть показан в кинофестивале «Сандэнс», но Лав пригрозила подать в суд на организаторов фестиваля, если они покажут фильм. Брумфилд удалил всю музыку Nirvana, и заменил её музыкой групп, в основном из Сиэтла. Однако, когда фильм показали на BBC, он содержал исполнение Nirvana песни «Smells Like Teen Spirit» 1991 года из программы Top of the Pops.
Хотя изначально фильм был посвящен исследованию возможного убийства Кобейна, отказ Кортни Лав лицензировать музыку Кобейна и её нежелание говорить на камеру были истолкованы Брумфилдом как цензура.

## Сюжет
Фильм начинается с рассказа о смерти Кобейна и последовавшем за этим освещении в СМИ. Затем Брумфилд берет интервью у тети Кобейна Мэри, которая рассказывала как привила ему любовь к музыке, когда он был ребёнком. Далее следует несколько интервью от друзей и школьных учителей, которые знали музыканта, когда он рос, прежде чем перейти к теме отношений Кобейна и Кортни Лав.
После фильм переходит к детальному изложению обвинений в том, что Кобейн был убит. Брумфилд берет интервью у Тома Гранта, частного детектива, который утверждает, что Лав могла вступить в сговор с целью убийства Кобейна, и хочет, чтобы полиция Сиэтла вновь открыла это дело. Грант был нанят Лав, но он считает, что это было сделано для того, чтобы люди поверили в её невиновность. Хэнк Харрисон, отец Кортни Лав, дает интервью и заявляет, что тоже считает, что Кобейн мог быть убит в результате заговора, организованного его дочерью.
Фильм также включает интервью с бывшей стриптизершей Эми Сквайер, с музыкантом и другом Кобейна Диланом Карлсоном а также с вокалистом группы The Mentors Эль Дуче (настоящее имя Элдон Уэйн Хок), который утверждает, что Лав предложила ему 50 000 долларов за убийство Кобейна. Эль Дуче заявил в фильме, что он знает, кто убил Кобейна, но сказал, что «позволит ФБР поймать его». Через восемь дней после того, как было снято интервью, Эль Дуче погиб, попав под поезд.
В конце концов Брумфилд переходит от темы предполагаемого заговора к теме расследования предполагаемого подавления свободы слова Кортни Лав. В фильм включены телефонные звонки с MTV о том, что они прекращают финансирование данного фильма (который был завершен благодаря финансированию частных инвесторов и BBC) из-за предполагаемого давления со стороны Лав.
Фильм заканчивается тем, что Брумфилд выходит на сцену на собрании ACLU (где Лав является приглашенным докладчиком), чтобы публично задать вопрос Лав о её попытках подавить свободу слова и о иронии в том, что она представляет ACLU. Его уводит со сцены Дэнни Голдберг, бывший менеджер Кобейна.

## Музыка
Из-за отказа компании Лав лицензировать музыку Nirvana для проекта, Ник Брумфилд был вынужден использовать различные группы Тихоокеанского Северо-Запада США. Среди них выделялись Zeke, the Dwarves, Rozz Rezabek, Theater of Sheep и Earth.

## Критика
На волне споров фильм «Курт и Кортни» вышел в одном кинотеатре Северной Америки 27 февраля 1998 года и собрал $16,835 за первые выходные. Окончательные сборы фильма в размере $668 228 были вполне приличными, учитывая ограниченный релиз (в 12 кинотеатрах), независимый прокат, документальный характер фильма и смешанные отзывы.
Кинокритик Роджер Эберт считает, что «фильм Брумфилда начинается с того, что Лав становится подозреваемой, только для того, чтобы решить, что она, вероятно, не была замешана, и фильм заканчивается мутными догадками без каких-либо выводов». Рецензия в газете Providence Phoenix отметила, что «в целом здесь нет ничего, что могло бы убедить даже самого ревностного ученика Марсии Кларк открыть дело против Кортни, но зато есть много пищи для тех увлекательных фильмов, которые любит снимать Брумфилд».
Во втором издании книги Яна Гальперина и Макса Уоллеса Who Killed Kurt Cobain? которое было выпущено в 2000 году, подробно рассказывается о том, как Кортни Лав пыталась остановить первоначальную публикацию книги в 1998 году, а также о попытках остановить выход фильма «Курт и Кортни».
По состоянию на июнь 2022 года фильм имеет рейтинг 62 % на Rotten Tomatoes на основе 55 рецензий.